# Anvar Ibraguimov
Anvar Kamilevich Ibraguimov (en ruso: Анвар Камилевич Ибрагимов; 27 de noviembre de 1965-27 de agosto de 2023) fue un deportista ruso que compitió para la Unión Soviética en esgrima, especialista en la modalidad de florete.
Participó en dos Juegos Olímpicos de Verano en los años 1988 y 1992, obteniendo una medalla de oro en Seúl 1988 en la prueba por equipos. Ganó dos medallas en el Campeonato Mundial de Esgrima, bronce en 1985 y plata en 1995.

## Palmarés internacional
| Representando a la URSS |                        |                   |                     |
| Juegos Olímpicos        |                        |                   |                     |
| Año                     | Lugar                  | Medalla           | Prueba              |
| 1988                    | Seúl (Corea del Sur)   | Medalla de oro    | Florete por equipos |
| Campeonato Mundial      |                        |                   |                     |
| Año                     | Lugar                  | Medalla           | Prueba              |
| 1985                    | Barcelona (España)     | Medalla de bronce | Florete por equipos |
| Representando a Rusia   |                        |                   |                     |
| Campeonato Mundial      |                        |                   |                     |
| Año                     | Lugar                  | Medalla           | Prueba              |
| 1995                    | La Haya (Países Bajos) | Medalla de plata  | Florete por equipos |